# Белл, Мэри Хейли
Мэри Хейли Белл (англ. Mary Hayley Bell, Lady Mills; 22 января 1911, Шанхай — 1 декабря 2005[…], Чилтерн, Юго-Восточная Англия) — английская актриса, писательница и драматург. Жена Джона Миллса, мать Хэйли Миллс и Джульет Миллс.

## Биография

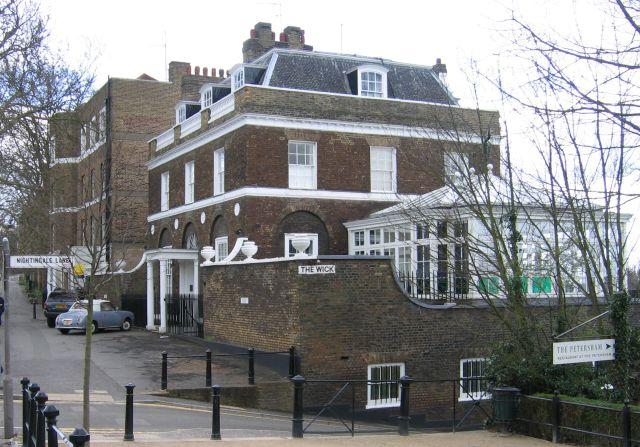
Особняк в Лондоне, в котором Мэри Хэйли Белл и Джон Миллс прожили много лет.

Мэри Хэйли Белл родилась в Шанхае, где её отец служил в китайской налоговой службе. Позднее, семья Белл переехала в Тяньцзинь. Именно там Мэри впервые встретила своего будущего мужа Джона Миллса, который был в Китае на гастролях. Вторая их встреча состоялась в 1939 году в одном из театров Вест-Энда, где Мэри играла в комедийной театральной постановке.
Джон Миллс и Мэри Хэйли Белл поженились 16 января 1941 года в Лондоне. Брак продолжался 64 года, до самой смерти Джона Миллса в 2005 году. От этого брака родилось трое детей: Джульет Миллс (род. 1941), Хэйли Миллс (род. 1946) и Джонатан Миллс (род. 1949). Обе дочери Мэри Хэйли стали известными актрисами. Сын Хэйли Миллс, Криспиан Миллс, стал известным певцом и музыкантом, лидером группы Kula Shaker.
В последние годы своей жизни леди Миллс страдала от болезни Альцгеймера и передвигалась на инвалидной коляске. Умерла она 1 декабря 2005 года в возрасте 94 лет, через восемь месяцев после смерти своего мужа.

## Роли в театре и кино
Мэри Хэйли Белл впервые появилась на Бродвее 9 апреля 1928 года, в комедии «Volpone». В 1935 году она сыграла в фильме
«Vintage Wine», а в 1955 году исполнила роль Мисс Уингейт в картине «The Shrike» (1955), в главных ролях в котором снялись Хосе Феррер и Джун Эллисон. В 1958 году Мэри Хэйли сыграла ту же самую роль в театральной постановке на Бродвее.

## Литературная деятельность
Мэри Хэйли Белл написала четыре пьесы: «Men in Shadow» (1942), «Duet for Two Hands» (1945), «Angel» (1947) и «The Uninvited Guest» (1953). Самым известным её произведением является роман «Whistle Down the Wind» (1961), который в том же году был экранизирован. На основе фильма, известный английский композитор Эндрю Ллойд Уэббер в 1996 году создал одноимённый мюзикл. В 1968 году опубликовала автобиографию «What Shall We Do Tomorrow?».